# Liste der denkmalgeschützten Objekte in Bruckneudorf
Die Liste der denkmalgeschützten Objekte in Bruckneudorf enthält die 28 denkmalgeschützten, unbeweglichen Objekte der Gemeinde Bruckneudorf im Burgenland (Bezirk Neusiedl am See).

## Denkmäler
| Foto  |                 | Denkmal                                                                                             | Standort                                                                                         | Beschreibung | Metadaten |
| ----- | --------------- | --------------------------------------------------------------------------------------------------- | ------------------------------------------------------------------------------------------------ | --- | --- |
| ja    | Datei hochladen | König-Franz-Joseph Denkmal HERIS-ID: 9863 Objekt-ID: 5913                                           | Bahnhofplatz 5, bei Standort KG: Bruckneudorf                                                    | Das Denkmal zeigt Franz Joseph I. als König von Ungarn in Uniform eines ungarischen Generals der Kavallerie. Franz Joseph saß 1897 in Budapest dem Bildhauer György Zala Modell. 1900 wurde die Büste in Paris gegossen und im gleichen Jahr im damals zu Ungarn gehörenden Bruckneudorf enthüllt. Es ist die einzige Darstellung dieser Art im heute österreichischen Gebiet. | BDA-Hist.: Q38051135 Status: § 2a Stand der BDA-Liste: 2025-06-30 Name: Kaiser-Franz-Joseph Denkmal GstNr.: 108/1 König-Franz-Joseph Denkmal, Bruckneudorf                                                    |
| ja    | Datei hochladen | Gemeindeamt (ehem. Schule, Kindergarten) HERIS-ID: 9856 Objekt-ID: 5904                             | Bahnhofplatz 5 Standort KG: Bruckneudorf                                                         | Dieses historistische Gebäude wurde 1893 erbaut, war anfangs eine ungarische Staatsvolksschule, später Gymnasium, Kindergarten und beherbergt heute das Gemeindeamt. Die ursprüngliche Raumstruktur ist teilweise erhalten. | BDA-Hist.: Q38050958 Status: § 2a Stand der BDA-Liste: 2025-06-30 Name: Gemeindeamt (ehem. Schule, Kindergarten) GstNr.: 38 Gemeindeamt, Bruckneudorf                                                         |
| ja    | Datei hochladen | Kriegerdenkmal (Benedekkaserne, Objekt 23) HERIS-ID: 32758 Objekt-ID: 29918                         | Dammstraße Standort KG: Bruckneudorf                                                             | Nach Plänen des Architekten Emil Krause wurde das Kriegerdenkmal 1915/16 von der Firma Gustav Orglmeister nach dem Vorbild des Leipziger Völkerschlachtdenkmal von Kriegsgefangenen erbaut. Die Bauleitung hatte Max Maurüber. Die Einweihung erfolgte 1917, nach der Besatzungszeit Austausch der ursprünglich österreichischen und ungarischen Wappen in jene des Burgenlandes und Niederösterreich. 1982 gestalteten Walter Kimmelmann und Alfred Svejnoha die Wappen von Österreich, Ungarn sowie des Hauses Habsburg-Lothringen. Die Anlage besteht aus dem 24 m hohen Turm, dem davor liegendem Bassin mit Springbrunnen und seitlichen Banknischen, Restaurierung von 2008–2010. | BDA-Hist.: Q37949181 Status: Bescheid Stand der BDA-Liste: 2025-06-30 Name: Kriegerdenkmal (Benedekkaserne, Objekt 23) GstNr.: 922/2                                                                          |
| ja    | Datei hochladen | Elektrizitätswerk/Dienstgebäude (Benedekkaserne, Objekt 20) HERIS-ID: 9859 Objekt-ID: 5908          | Dammstraße 1 Standort KG: Bruckneudorf                                                           | | BDA-Hist.: Q38051052 Status: Bescheid Stand der BDA-Liste: 2025-06-30 Name: Elektrizitätswerk/Dienstgebäude (Benedekkaserne, Objekt 20) GstNr.: 909                                                           |
| ja    | Datei hochladen | Römische Villa Heidwiesen HERIS-ID: 32682 Objekt-ID: 29838                                          | westlich von Heidehof 1 Standort KG: Bruckneudorf                                                | Die römische Villa wurde 1831 entdeckt und 1930 sowie 1950 ergraben. 1975/1976 wurden die Bodenmosaiken abgenommen, teilweise sind sie seither im Landesmuseum Burgenland ausgestellt. In Folge wurde das Gelände eingeebnet. Die Anlage ist um 100 n. Chr. entstanden, um 300 erfolgte eine Vergrößerung und die Ausgestaltung der Mosaiken und Wandmalereien, in der Spätantike wurde sie aufgegeben. | BDA-Hist.: Q93955407 Status: Bescheid Stand der BDA-Liste: 2025-06-30 Name: Römische Villa Heidwiesen GstNr.: 1818, 1819, 1820, 1821, 1822, 1823,1825, 1826, 1827, 1863 Kaiservilla Bruckneudorf              |
| ja    | Datei hochladen | Wohnhaus (Benedekkaserne) HERIS-ID: 10160 Objekt-ID: 6213                                           | Lagerstraße 4 Standort KG: Bruckneudorf                                                          | | BDA-Hist.: Q38059474 Status: Bescheid Stand der BDA-Liste: 2025-06-30 Name: Wohnhaus (Benedekkaserne) GstNr.: 88/1                                                                                            |
| ja    | Datei hochladen | Ehem. Militär-Konservenfabrik, Büro- und Lagergebäude samt Schornstein HERIS-ID: 112514seit 2021    | Lagerstraße 6 Standort KG: Bruckneudorf                                                          | Büro- und Lagergebäude der 1896 errichteten Militär-Konservenfabrik | BDA-Hist.: Q107552831 Status: Bescheid Stand der BDA-Liste: 2025-06-30 Name: Ehem. Militär-Konservenfabrik, Büro- und Lagergebäude samt Schornstein GstNr.: 90/2 Komplex der k. u. k. Militär-Konservenfabrik |
| ja    | Datei hochladen | Ehem. Militär-Konservenfabrik HERIS-ID: 9857 Objekt-ID: 5906                                        | Lagerstraße 8-10 Standort KG: Bruckneudorf                                                       | Das Fabriksgebäude mit aufwendig gestalteter Fassade wurde 1896 durch den Wiener Fabrikanten Carl Littmann nach Plänen von Rudolf Breuer errichtet. Es beherbergt jetzt einen Supermarkt und mehrere Veranstaltungsräume. | BDA-Hist.: Q38051009 Status: Bescheid Stand der BDA-Liste: 2025-06-30 Name: Ehem. Militär-Konservenfabrik GstNr.: 90/6, 90/7 Ehemalige Militär-Konservenfabrik, Bruckneudorf                                  |
| ja    | Datei hochladen | Volksschule, Ehem. Erbsenschälerei HERIS-ID: 111925 Objekt-ID: 129960seit 2013                      | Lagerstraße 12 (an der Gärtnergasse) Standort KG: Bruckneudorf                                   | Die k. u. k. Militär-Konservenfabrik in Bruckneudorf wurde 1896 errichtet. Sie war bis in die 1960er-Jahre in Betrieb. Die Erbsenfabrik ist ein Beispiel des romantischen Industriebaus in Österreich. 2017–2022 wurde das Areal zu einer Volksschule umgebaut. | BDA-Hist.: Q37827652 Status: Bescheid Stand der BDA-Liste: 2025-06-30 Name: Volksschule, Ehem. Erbsenschälerei GstNr.: 83/1 Erbsenschälerei                                                                   |
| ja    | Datei hochladen | Forstamtsgebäude (Benedekkaserne, Objekt 200) HERIS-ID: 10159 Objekt-ID: 6212                       | Leo-Schmidl-Gasse 2 Standort KG: Bruckneudorf                                                    | Gründerzeit | BDA-Hist.: Q38059444 Status: Bescheid Stand der BDA-Liste: 2025-06-30 Name: Forstamtsgebäude (Benedekkaserne, Objekt 200) GstNr.: 948/90                                                                      |
| ja    | Datei hochladen | ÖBB-Wohnhaus der Ostbahn Wien-Nickelsdorf HERIS-ID: 10161 Objekt-ID: 6214                           | Parndorferstraße 6 Standort KG: Bruckneudorf                                                     | Das Wohnhaus der ehem. Wien–Raaber Bahn, ab 1870 Staats–Eisenbahn–Gesellschaft, wurde um 1900 errichtet. Das rechteckige Gebäude ist zweigeschoßig mit einer Rohziegelfassade und hat ein flaches ziegelgedecktes Walmdach. | BDA-Hist.: Q38059495 Status: Bescheid Stand der BDA-Liste: 2025-06-30 Name: ÖBB-Wohnhaus der Ostbahn Wien-Nickelsdorf GstNr.: 115/3                                                                           |
| ja    | Datei hochladen | Drei-Monarchen-Kapelle, Dreikaiserhaus (Benedekkaserne, Objekt 885) HERIS-ID: 10156 Objekt-ID: 6209 | Am Hang des Lagerberges Standort KG: Bruckneudorf                                                | Die Drei-Monarchen-Kapelle, auch Dreikaiserhütterl, wurde 1847 errichtet und 1980 renoviert. 1814 fand hier nach dem Sieg über Napoleon ein großes Manöver von Sappeuren und Mineuren statt, bei dem die Kaiser von Österreich und Russland, die Könige von Preußen, Bayern und Dänemark und andere Fürsten anwesend waren. | BDA-Hist.: Q38059339 Status: Bescheid Stand der BDA-Liste: 2025-06-30 Name: Drei-Monarchen-Kapelle, Dreikaiserhaus (Benedekkaserne, Objekt 80) GstNr.: 937                                                    |
| ja    | Datei hochladen | Schießstättengebäude I (Benedekkaserne, Objekt 342) HERIS-ID: 10157 Objekt-ID: 6210                 | Benedekkaserne 165, südwestlich Standort KG: Bruckneudorf                                        | Das Schießstättengebäude I., das sogenannte Kaiserhaus, besteht seit 1900. Zuvor, 1867, Errichtung einer Elementarschießstätte mit zwanzig Schusslinien. 2004/05 erfolgte eine Generalsanierung. | BDA-Hist.: Q38059364 Status: Bescheid Stand der BDA-Liste: 2025-06-30 Name: Schießstättengebäude I (Benedekkaserne, Objekt 342) GstNr.: 1607                                                                  |
| ja    | Datei hochladen | Schießstättengebäude II (Benedekkaserne, Objekt 343) HERIS-ID: 10158 Objekt-ID: 6211                | Benedekkaserne 165, südwestlich Standort KG: Bruckneudorf                                        | | BDA-Hist.: Q38059399 Status: Bescheid Stand der BDA-Liste: 2025-06-30 Name: Schießstättengebäude II (Benedekkaserne, Objekt 343) GstNr.: 1607                                                                 |
| ja    | Datei hochladen | Kirchenruine Heidwiesen bzw. Königsbrunn (Chunigesbrunn) HERIS-ID: 9862 Objekt-ID: 5911             | Standort KG: Bruckneudorf                                                                        | Ein kleiner Rechteckbau mit hufeisenförmiger Apsis aus dem 13. Jahrhundert. 1956 aufgefunden und 1962 restauriert. | BDA-Hist.: Q38051092 Status: Bescheid Stand der BDA-Liste: 2025-06-30 Name: Kirchenruine Heidwiesen bzw. Königsbrunn (Chunigesbrunn) GstNr.: 1791                                                             |
| ja    | Datei hochladen | Bunkeranlage Ungerberg HERIS-ID: 112003seit 2024                                                    | südöstlich Parndorferstraße 51, an der Budapester Straße B10 Standort KG: Bruckneudorf, Parndorf | Die Bunkeranlage ist eine Verteidigungslinie, die 1959/60 im Zuge des Kalten Krieges erbaut wurde, und nunmehr als Freilichtmuseum dient. Anmerkung: Die Bunkeranlage befindet sich unterhalb des Geißbergs hauptsächlich im Gebiet der Gemeinde Parndorf. | BDA-Hist.: Q18018888 Status: Bescheid Stand der BDA-Liste: 2025-06-30 Name: Bunkeranlage Ungerberg GstNr.: 1635, 3053, 3057, 3062/2, 3062/3 Bunkeranlage Ungerberg                                            |
| ja    | Datei hochladen | Bildstock HERIS-ID: 9974 Objekt-ID: 6025                                                            | bei Kirchenplatz 2 Standort KG: Kaisersteinbruch                                                 | Der Bildstock Sonnenuhr-Stein wurde 1992 vom Museums- und Kulturverein Kaisersteinbruch errichtet, Plan und Steinmetzarbeiten Friedrich Opferkuh, Bildhauer Alexandru Ciutureanu. | BDA-Hist.: Q38053677 Status: § 2a Stand der BDA-Liste: 2025-06-30 Name: Bildstock GstNr.: 113/1 Sonnenuhr-Pfeiler Kaisersteinbruch                                                                            |
| ja    | Datei hochladen | Ehem. Pfarrhof HERIS-ID: 9965 Objekt-ID: 6016                                                       | Kirchenplatz 2 Standort KG: Kaisersteinbruch                                                     | Der ehemalige Pfarrhof wurde 1649 durch den Bauherrn Stift Heiligenkreuz mit Steinmetzarbeiten von Ambrosius Regondi erbaut. Das Gebäude wurde 2007 zum „Haus Kaisersteinbruch“ privatisiert. | BDA-Hist.: Q38053443 Status: § 2a Stand der BDA-Liste: 2025-06-30 Name: Ehem. Pfarrhof GstNr.: 120/1, 120/2 Haus Kaisersteinbruch                                                                             |
| ja    | Datei hochladen | Kath. Pfarrkirche hll. Rochus u. Sebastian HERIS-ID: 9964 Objekt-ID: 6015                           | Kirchenplatz 4 Standort KG: Kaisersteinbruch                                                     | Baubeginn 1618 durch Meister Andre Ruffini für das Kaisersteinbrucher Steinmetzhandwerk, 1683 Zerstörung in den Türkenkriegen, 1745 Barockisierung und Erweiterung durch Elias Hügel, Steinaltäre von Ambrosius und Giorgio Regondi, Antonius Pery, Johann Paul Schilck und Elias Hügel, Johann Baptist Kral, Simon Sasslaber, Franz Trumler und Joseph Winkler. Durch eine Feuersbrunst 1814 schwere Schäden, der Zweite Weltkrieg hinterlässt eine Ruine. Heute ist die Kirche wieder ein barockes Gesamtkunstwerk. | BDA-Hist.: Q1528331 Status: § 2a Stand der BDA-Liste: 2025-06-30 Name: Kath. Pfarrkirche hll. Rochus u. Sebastian GstNr.: 118 Pfarrkirche hll. Rochus u. Sebastian, Kaisersteinbruch                          |
| ja    | Datei hochladen | Barockes Friedhofsportal HERIS-ID: 9976 Objekt-ID: 6027                                             | bei Kirchenplatz 4 Standort KG: Kaisersteinbruch                                                 | Barockes Friedhofsportal, links und rechts Sandstein-Figuren der hll. Sebastian (Antonius Pery) und Rochus (Johann Jacob Pock mit 1680 bezeichnet). In der Muschelnische auf einer Wolke kniende Madonna aus hartem Kaiserstein (Alexius Payos, 1585). Architektur von Ambrosius Ferrethi. | BDA-Hist.: Q38053722 Status: § 2a Stand der BDA-Liste: 2025-06-30 Name: Torbau, Friedhofsportal GstNr.: 119 Friedhofsportal Kaisersteinbruch                                                                  |
| ja    | Datei hochladen | Figurenbildstock hl. Barbara HERIS-ID: 9971 Objekt-ID: 6022                                         | bei Kirchenplatz 4 Standort KG: Kaisersteinbruch                                                 | Die Marienstatue aus Kaiserstein wurde 1718 von Elias Hügel nach dem Modell seiner Ehefrau Maria Elisabetha geschaffen. | BDA-Hist.: Q38053623 Status: § 2a Stand der BDA-Liste: 2025-06-30 Name: Figurenbildstock hl. Barbara GstNr.: 117 Figurenbildstock hl. Barbara Kaisersteinbruch                                                |
| ja BW | Datei hochladen | Königshof (Objekt 1), Ehem. Wirtschaftshof des Stiftes Heiligenkreuz HERIS-ID: 9966 Objekt-ID: 6017 | Königshof 1 Standort KG: Kaisersteinbruch                                                        | Das heutige Königshof wurde Anfang des 17. Jahrhunderts in der Nähe der Mühle bei Wilfleinsdorf am Leithaufer erbaut. Es wurde als schlossartiger Gutshof neu errichtet, und schon 1621 von den Aufständischen Bethlen Gábors verbrannt und verwüstet. Schloss Königshof war bis 1912 der Sitz des Herrschaftsverwalters vom Stift Heiligenkreuz über die ungarischen Besitzungen bei Kaisersteinbruch und Winden. | BDA-Hist.: Q2241982 Status: Bescheid Stand der BDA-Liste: 2025-06-30 Name: Königshof (Objekt 1), Ehem. Wirtschaftshof des Stiftes Heiligenkreuz GstNr.: 268, 270 Schloss Königshof                            |
| ja    | Datei hochladen | Figurenbildstock hl. Johann Nepomuk HERIS-ID: 9972 Objekt-ID: 6023                                  | bei Königshof 1 Standort KG: Kaisersteinbruch                                                    | Der barocke Bildstock des hl. Johannes Nepomuk steht rechts vom Hauptportal des Schlosses Königshof. Die Inschrift am Sockel enthält ein Chronogramm des Jahres 1731. | BDA-Hist.: Q38053638 Status: § 2a Stand der BDA-Liste: 2025-06-30 Name: Figurenbildstock hl. Johann Nepomuk GstNr.: 271                                                                                       |
| ja    | Datei hochladen | Figurenbildstock hl. Bernhard-von-Clairvaux HERIS-ID: 9973 Objekt-ID: 6024                          | bei Königshof 1 Standort KG: Kaisersteinbruch                                                    | Der barocke Bildstock des hl. Bernhard von Clairvaux steht links vom Hauptportal des Schlosses Königshof. Die Inschrift am Sockel enthält ein Chronogramm des Jahres 1727. | BDA-Hist.: Q38053662 Status: § 2a Stand der BDA-Liste: 2025-06-30 Name: Figurenbildstock hl. Bernhard-von-Clairvaux GstNr.: 271                                                                               |
| ja    | Datei hochladen | Gröschlmühle samt Wohntrakt HERIS-ID: 9967 Objekt-ID: 6018                                          | Königshof 3, 4 Standort KG: Kaisersteinbruch                                                     | Bereits 1244, 1257 und 1279 wurde eine Mühle jenseits der Leitha bei Wilfleinsdorf dokumentiert. Die erste gesicherte Nennung genau dieser Mühle (Königshofer Mühle) ist eine Abtretungsurkunde von 1285 an das Stift Heiligenkreuz. Abt Michael Schnabel ließ die Mühle 1649 neu aufbauen, Maurermeister Adam Löffler von Bruck an der Leitha, Steinmetzmeister Ambrosius Regondi im Steinbruch. Durch Abt Robert Leeb (1728 bis 1755) erfolgten Umbauarbeiten, nach Überschwemmungen 1811 ein Neubau. | BDA-Hist.: Q38053531 Status: Bescheid Stand der BDA-Liste: 2025-06-30 Name: Gröschlmühle samt Wohntrakt GstNr.: 581, 584, 583, 582/1                                                                          |
| ja    | Datei hochladen | Hügelgräberfeld im Rumwald HERIS-ID: 107630 Objekt-ID: 124982seit 2013                              | Rumwald Standort KG: Kaisersteinbruch                                                            | Anmerkung: Die Koordinaten beziehen sich auf das Grundstück | BDA-Hist.: Q37810575 Status: Bescheid Stand der BDA-Liste: 2025-06-30 Name: Hügelgräberfeld im Ruhmwald GstNr.: 480/1                                                                                         |
| ja    | Datei hochladen | Pavillon/Gloriette in der Uchatiuskaserne (Objekt 217) HERIS-ID: 61895 Objekt-ID: 74388seit 2019    | östlich Uchatiusstraße 2 Standort KG: Kaisersteinbruch                                           | Die Wiener Baufirma Janisch & Schnell errichtete ab 1916 ein neues Lager für 2000 bis 3000 Kriegsgefangene. Als Dank für den guten Verdienst plante man ein Reiterstandbild für Karl I., den letzten Kaiser. Bis zum Ende der Monarchie konnten der Betonsockel und der auf Betonsäulen ruhende Baldachin auf einem Erdhügel fertig gestellt werden. | BDA-Hist.: Q105645923 Status: Bescheid Stand der BDA-Liste: 2025-06-30 Name: Pavillon/Gloriette in der Uchatiuskaserne (Objekt 217) GstNr.: 471/5                                                             |
| ja    | Datei hochladen | Kuruzzenkreuz HERIS-ID: 9975 Objekt-ID: 6026                                                        | gegenüber Waldgasse 15 Standort KG: Kaisersteinbruch                                             | Steinmetzmeister Paul Cleritz errichtet 1646 dieses Pestkreuz. Früher im Bereich der Steinbrüche, schwer beschädigt, seit 1993 in der Waldgasse (Truppenübungsplatz), dort restauriert von Ferenc Gyurcsek. | BDA-Hist.: Q38053706 Status: § 2a Stand der BDA-Liste: 2025-06-30 Name: Kuruzzenkreuz GstNr.: 578/1 Kuruzzenkreuz Kaisersteinbruch                                                                            |